# 御堂筋

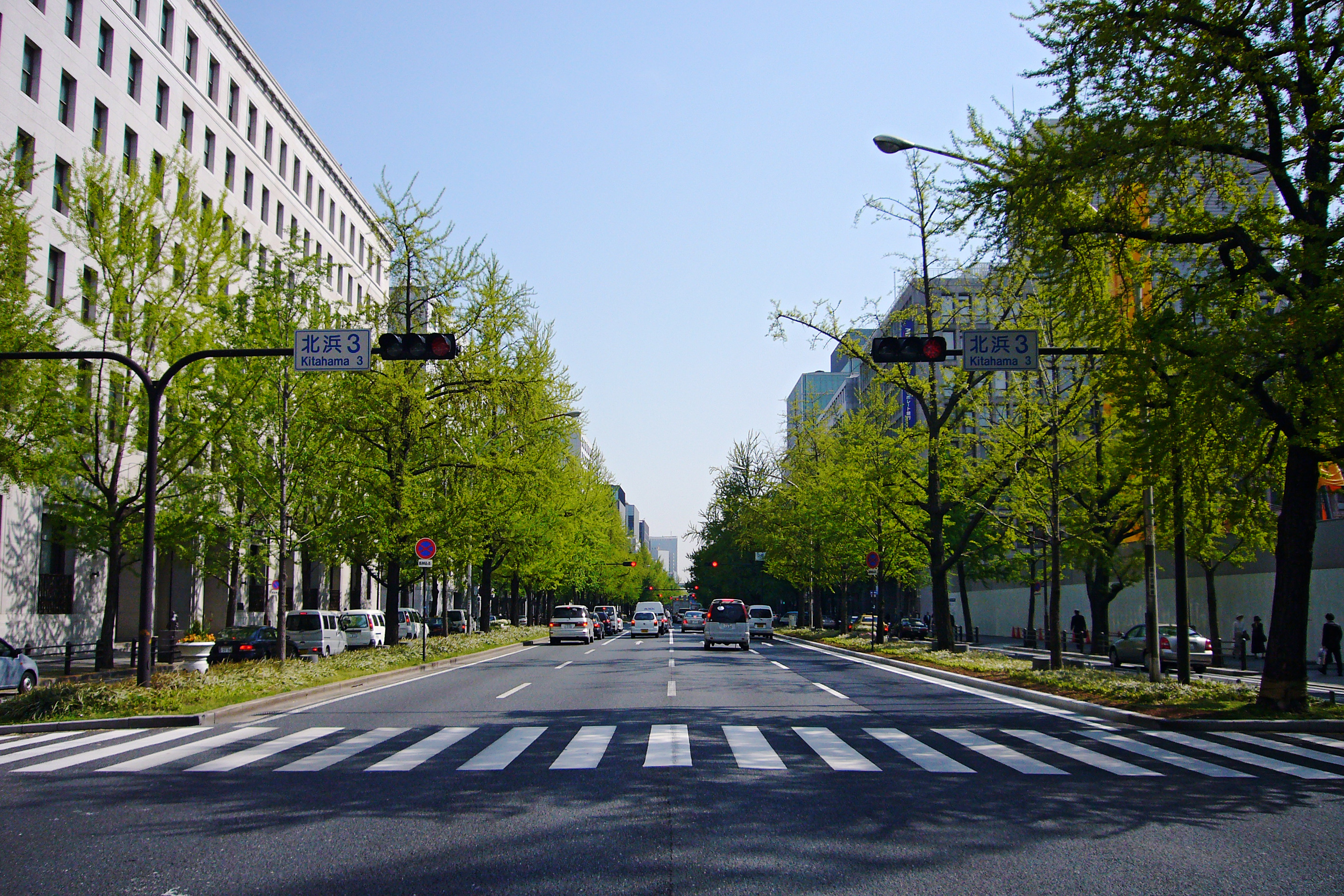
御堂筋一景，由淀屋橋路口向南眺望

御堂筋是日本大阪府大阪市一條南北向的幹道；北通梅田，南接難波；全長4027公尺，路寬43.6公尺。在御堂筋中段即（中央區）附近分別有俗稱「北御堂」的津村別院及「南御堂」的難波別院，此即為路名的由來。
御堂筋是大阪市最重要的街道，兩側大廈林立，商業活動興盛，而路底下設有大阪市營地下鐵御堂筋線。北段有梅田、大阪車站商圈，南段有心齋橋、道頓堀、難波車站商圈等，非常熱鬧，構成大阪市傳統的核心地區。
御堂筋上廣植銀杏作為行道樹，入秋後黃葉夾道，延伸數里，十分賞心悅目，是日本有名的街道風景之一。
最高速限：平日8-20時為50公里/小時，假日以及平日20時-隔日8時為60公里/小時。